# (250) Bettina
(250) Bettina es un asteroide perteneciente al cinturón de asteroides descubierto el 3 de septiembre de 1885 por Johann Palisa desde el observatorio de Viena, Austria.
Está nombrado en honor de la baronesa austriaca Bettina von Rothschild.